# Лоэб, Чак
Чарльз Сэмуель «Чак» Лоэб (7 декабря 1955 — 31 июля 2017) американский джазовый гитарист, композитор, музыкальный продюсер и педагог. Играл в составе групп Steps Ahead (Steps Ahead), Metro и Fourplay (Fourplay).

## Ранние годы
Чарльз Сэмуель «Чак» Лоэб родился в деревне Найак, в пригороде Нью-Йорка. Это место было домом для многих художников, работающих в городе, а также центром многих программ обучения искусству, музыке и исполнительскому мастерству. Именно там, в возрасте одиннадцати лет, Лоеб решил заняться музыкой, которой посвятил всю свою жизнь.
Несколько лет он занимался самостоятельно. В тринадцать лет он начал выступать с местными группами, играл на танцах в молодёжном центре. А потом, набравшись опыта, он исколесил весь пригород. В ранние годы он слушал музыку Джими Хендрикса, Эрика Клэптона, Крим, Лед Зеппелин, Битлз, Роллинг Стоунс и Боба Дилана. Джаз он открыл, когда ему было шестнадцать, благодаря музыке гитаристов Уэса Монтгомери, Джорджа Бенсона, Джона Маклафлина и Пэта Мартино (en:Pat Martino). В какой-то момент он решил, что ему не хватает знаний. Первые уроки музыки он брал у местных педагогов. Затем по их наставлению отправился в Филадельфию, где стал учеником джазового гитариста Денниса Сандола. Тот в свою очередь, заметив успехи юного музыканта, посоветовал искать счастья в большом городе: в Нью-Йорке в то время преподавал гитару сам Джим Холл. С ним он занимался, пока не окончил среднюю школу. Следующей ступенью образования стал музыкальный колледж Беркли в Бостоне, а проучившись там два года, он в 1976 году переехал в Нью-Йорк, чтобы начать свою профессиональную деятельность в качестве музыканта.

## Карьера
На протяжении первых лет своей карьеры в Big Apple, Лоэб работал в качестве аккомпаниатора. Он также продолжал свои музыкальные занятия с удвоенной силой, часто занимаясь до восьми часов в день. В 1979 году Стэн Гетц пригласил его присоединиться к своей группе. Это знакомство стало для него поворотным событием как в музыкальном, так и в личном плане. Он имел возможность совершить поездку по миру и выступить на многих крупных мировых фестивалях. В конце концов, Лоэб стал музыкальным руководителем группы, а основу репертуара составляли его композиции. Покинув ансамбль Гетца, Лоэб переехал в Нью-Йорк и начал карьеру студийного музыканта. Он провел тысячи студийных часов, записывая, сочиняя и продюсируя альбомы, саундтреки, музыку для телешоу и джинглы. Именно здесь он развил свой продюсерский талант, который в последующие годы станет основным направлением его карьеры.
В 1985 году присоединился к группе Steps Ahead с Майклом Брекером, Майклом Майнери (en:Mike Mainieri), Питером Эрскином (en:Peter Erskine) и Виктором Бейли (en:Victor Bailey (musician)). Вдохновлённый активной концертной деятельностью и общением с выдающимися музыкантами он принимает решение сосредоточиться на собственной музыке. Лоэб начал сольную карьеру в 1988 году со своего дебютного альбома «My Shining Hour», который вышел на японском лейбле Pony Canyon. Следующие несколько записей, включая «Life Colors», выпустила компания Digital Music Products. Несмотря на качество записей, а также на мастерство самого Чака, особого коммерческого успеха они не имели. Зато будущий переход на Shanachie Records оказался как нельзя кстати. И пластинка «The Music Inside» действительно имела успех. Заглавная песня с альбома шесть недель занимала первое место в джазовых чартах. Позже он выпустил здесь ещё ряд альбомов таких как «Moon, the Stars, & the Setting Sun», «Listen», «In a Heartbeat» и «All There Is».
В 1994 году Лоэб вместе с музыкантами, игравшими с ним ещё в составе группы Стэна Гетца, создаёт группу Metro.
В 2010 году он заменяет в составе Fourplay блестящего Ларри Карлтона.

## Интересные факты
Чак Лоэб был не только прекрасным инструменталистом, но и талантливым композитором. Его музыка появлялась в телешоу, рекламных роликах и в саундтреках к фильмам, включая «The Untouchables», «You’ve Got Mail» и «Hitch». Его композиция «Logic of Love» была номинирована на Грэмми в 2015 году. Интересен ещё и тот факт, что жена Чака тоже имеет непосредственное отношение к музыке, и они успешно записывались вместе. Она исполняла партии вокала на его альбомах, а он играл на её. Их дочери Лиззи и Кристина тоже принимали участие в записях обоих родителей в качестве вокалисток.

## Смерть
Лоэб умер от рака 31 июля 2017 года в возрасте 61 года.

## Дискография

### Studio albums
| #  | year | title                                                | label                  | notes                                 |
| -- | ---- | ---------------------------------------------------- | ---------------------- | ------------------------------------- |
| 1  | 1989 | My Shining Hour                                      | Pony Canyon, Jazz City | with John Patitucci, en:Dave Weckl    |
| 2  | 1990 | en:Magic Fingers (Chuck Loeb and Andy LaVerne album) | DMP                    | with Andy LaVerne                     |
| 3  | 1990 | Life Colors                                          | DMP                    |                                       |
| 4  | 1991 | Balance                                              | DMP                    |                                       |
| 5  | 1993 | Mediterranean                                        | DMP                    |                                       |
| 6  | 1994 | Simple Things                                        | DMP                    |                                       |
| 7  | 1996 | The Music Inside                                     | Shanachie              |                                       |
| 8  | 1998 | The Moon, the Stars and the Setting Sun              | Shanachie              |                                       |
| 9  | 1999 | Listen                                               | Shanachie              |                                       |
| 10 | 2001 | In a Heartbeat                                       | Shanachie              |                                       |
| 11 | 2002 | All There Is                                         | Shanachie              |                                       |
| 12 | 2003 | eBop                                                 | Shanachie              |                                       |
| 13 | 2005 | When I’m With You                                    | Shanachie              |                                       |
| 14 | 2007 | Presence                                             | Heads Up International |                                       |
| 15 | 2009 | Between 2 Worlds                                     | Heads Up               |                                       |
| 16 | 2011 | Plain 'n' Simple                                     | Tweety                 | with Pat Bianchi, en:Harvey Mason     |
| 17 | 2013 | Silhouette                                           | Shanachie              |                                       |
| 18 | 2014 | Jazz Funk Soul                                       | Shanachie              | with en:Jeff Lorber, en:Everette Harp |
| 19 | 2015 | Bridges                                              | Shanachie              | with en:Eric Marienthal               |
| 20 | 2016 | More Serious Business                                | Shanachie              | with Jeff Lorber, Everette Harp       |
| 21 | 2016 | Unspoken                                             | Shanachie              |                                       |

### With Metro
| # | year | title               | label        | notes                     |
| - | ---- | ------------------- | ------------ | ------------------------- |
| 1 | 1994 | Metro               | Lipstick     |                           |
| 2 | 1995 | Tree People         | Lipstick     |                           |
| 3 | 2000 | Metrocafe           | Hip Bop/Koch |                           |
| 4 | 2002 | Grapevine           | Hip Bop/Koch |                           |
| 5 | 2004 | Live At The A-Trane | Marsis Jazz  |                           |
| 6 | 2007 | Express             | Marsis Jazz  |                           |
| 7 | 2015 | Big Band Boom       | Jazzline     | with WDR Big Band Cologne |

### With the Fantasy Band
| # | year | title            | label     | notes                              |
| - | ---- | ---------------- | --------- | ---------------------------------- |
| 1 | 1993 | The Fantasy Band | DMP       | with en:George Jinda, Dave Samuels |
| 2 | 1994 | Sweet Dreams     | DMP       | with George Jinda, Dave Samuels    |
| 3 | 1997 | The Kiss         | Shanachie |                                    |

### With Fourplay
| # | year | title               | label    | notes                                           |
| - | ---- | ------------------- | -------- | ----------------------------------------------- |
| 1 | 2010 | Let´s touch the sky | Heads up | with en:Bob James, Nathan East, en:Harvey Mason |
| 2 | 2012 | Esprit de Four      | Heads up |                                                 |
| 3 | 2015 | Silver              | Heads up |                                                 |

### Compilations
| year | title                        | label     | notes |
| ---- | ---------------------------- | --------- | --- |
| 2004 | Jazz for Couch Potatoes!     | Shanachie | by The Couch Potato All-Stars (Chuck Loeb with en:Kim Waters, David Mann, Eric Alexander, en:Randy Brecker, en:Dave Samuels, Mike Ricchiuti, en:David Finck, Ronald Jenkins, Mike Pope, Brian Dunne, David Charles) |
| 2007 | The Love Song Collection     | Shanachie | compilation |
| 2009 | No. 1 Smooth Jazz Radio Hits | Shanachie | compilation |

### Live albums
| year | title     | label      | notes                            |
| ---- | --------- | ---------- | -------------------------------- |
| 2003 | Live 1994 | AA (Japan) | with Adam Holzman , Paul Wertico |

### WithStan Getz
- Billy Highstreet Samba (EmArcy, 1981 [rel. 1990])